# Linda Dano
Linda Dano (Long Beach, 12 de maio de 1943) é uma atriz, autora e empresária estadunidense. Ela é mais conhecida por seus papéis em One Life to Live e Another World. Foi indicada ao Emmy cinco vezes, ganhando em 1993.

## Carreira
Dano entrou para a novela One Life to Live da ABC no papel de Gretel Cummings de 1978 a 1980. De 1981 a 1982, interpretou Cynthia Haines em As the World Turns.
Em seguida, Dano interpretou a romancista Felicia Gallant em Another World de 1982 até o cancelamento do programa em 25 de junho de 1999, sua atuação lhe rendeu o Daytime Emmy Award de melhor atriz em 1993. Ela também foi indicada em 1994 e 1996, e como melhor atriz coadjuvante em 1992.  